# Suxametônio
O suxametónio (DCI/DCB) ou succinilcolina, na forma de cloreto de suxametónio, é um fármaco da classe dos bloqueadores neuromusculares despolarizantes utilizado pela medicina como relaxante do músculo esquelético, nas intubações, tratamento de convulsões induzidas e cirurgias, de maneira complementar ao processo de anestesia.
Suas propriedades terapêuticas foram descobertas em 1950 por K.H. Ginzel, H Klupp, e Gerhard Werner em Viena, na Áustria.
O suxametônio faz parte de um grupo de moléculas originário da América do Sul, tendo sido usado há séculos pelas populações nativas para auxílio na caça. Genericamente conhecido como curare, este grupo de moléculas era usado para gerar paralisia nas presas de forma que elas não seriam capazes de fugir e posteriormente morreriam de asfixia. O conhecimento da fabricação do curare cabia apenas aos líderes religiosos das tribos indígenas, sendo tido como sagrado.

## Propriedades químicas
O suxametônio é uma substância branca e cristalina e inodora; suas soluções possui o pH em torno de 4, a forma diidratada evapora aos 160°C e a sua forma anidra evapora em 190°C. É altamente solúvel em água (1g/1ml), solúvel em álcool (1g/350ml), pouco solúvel em clorofórmio e praticamente insolúvel em éter. O suxametônio é um composto higroscópico. O composto consiste em duas moléculas de acetilcolina que são ligadas pelo grupo acetil.
O suxametônio é elencado entre os bloqueadores ditos despolarizantes, isto é, ele possui efeito similar à acetilcolina quando entra em contato com os receptores nicotínicos da junção neuromuscular. Este efeito é a despolarização da membrana com a abertura de canais iônicos. No entanto, o suxametônio apresenta resistência à degradação por acetilcolinesterase resultando em sua permanência prolongada no receptor. Por consequência, o que ocorre em seguida é o impedimento da repolarização da placa motora gerando fasciculações do músculo esquelético e seus posteriores efeitos de primeira e segunda fase.
Este fármaco é administrado em pequenas doses de manutenção. Inicialmente se aplica em doses iniciais de 0,5 a 1mg/kg, com injeções intermitentes de 0,04 a 0,07mg/kg. Sua via de administração é a intravenosa ou intramuscular e verifica-se o efeito entre 0,8 a 1,4 minutos. A duração da ação clínica está entre 6 e 11 minutos, caracterizando a molécula como um bloqueador de duração ultracurta. Sua eliminação é via hidrólise pelas colinesterases plasmáticas.

## Efeitos
Existem duas fases para o efeito bloqueador do suxametônio. O bloqueio da fase 1 causa o principal efeito paralítico.

### Bloqueio de primeira fase
A ligação do suxametônio no receptor nicotínico colinérgico resulta na abertura deste abrindo um canal por onde passará um fluxo de íons de sódio. Este influxo de sódio dentro da célula causa a despolarização da membrana resultando num potencial de ação que irá desencadear a liberação de cálcio pelo retículo sarcoplasmático resultando em fasciculações.
Normalmente no músculo, após a despolarização ocorrer, a acetilcolina é hidrolisada pela acetilcolinesterase e a célula muscular fica livre para receber uma nova sinalização.
O suxametônio possui uma maior duração de efeito do que a acetilcolina e não é hidrolisado pela acetilcolinesterase. Isto causa um bloqueio no sítio ativo do receptor nicotínico impedindo que a célula receba uma nova sinalização pela acetilcolina, bloqueando então potencial muscular.
O cálcio é removido do citoplasma da célula muscular independentemente da repolarização. Como o cálcio retorna para o retículo sarcoplasmático, o músculo relaxa. Isso explica a flacidez muscular e a tetania seguida da fasciculação.

### Bloqueio de segunda fase
Após a infusão seguida ou repetidas doses de suxametônio, pode ocorrer o bloqueio de segunda fase. Com o receptor bloqueado, o suxametônio assume características dos bloqueadores neuromusculares não-despolarizantes.

## Usos na medicina
O seu uso médico está limitado ao relaxamento muscular durante a anestesia e no tratamento intensivo, normalmente para facilitar a intubação endotraqueal. Apesar de apresentar perigosos efeitos colaterais como hipertermia maligna, hipercaliemia e choque anafilático é bem popular em emergências médicas, porque de forma argumental possui ação rápida após a absorção e seus efeitos duram pouco em relação aos outros relaxantes musculares.

## Efeitos colaterais
Entre os efeitos colaterais do suxametônio incluem as dores musculares, rabdomiólise aguda com hipercaliemia, hipertensão ocular transitória, constipação e mudanças no ritmo cardíaco incluindo bradicardia, parada cardíaca e disritmias ventriculares. Em pacientes com doenças neuromusculares ou queimaduras, uma única injeção de suxametônio pode causar uma liberação maciça de potássio do músculo esquelético com parada cardíaca.
O suxametônio não produz inconsciência ou anestesia.

### Hipercaliemia
O efeito colateral da hipercaliemia acontece porque o receptor de acetilcolina está sustentadamente aberto, permitindo um fluxo contínuo de íons potássio vindo do fluido intracelular. Uma típica aumento de íons potássio na concentração sérica na administração de suxametônio é de 0.5 mmol por litro enquanto a variação normal é de 3.5 a 5 mmol por litro.
A hipercaliemia severa pode causar mudanças na eletrofisiologia cardíaca onde pode resultar em assístole.

### Morte
A droga pode ocasionalmente ser usada como agente paralisante em execuções de injeção letal, embora hoje, o brometo de pancurônio seja mais usado por não produzir fasciculações e possuir maior duração de efeito.